# Trophée des champions de l'ICC de 2006
Navigation
2004 2009
L'ICC Champions Trophy de 2006 fut la cinquième édition de l'ICC Champions Trophy, qui est une compétition internationale de cricket. Elle s'est jouée du 7 octobre au 5 novembre 2006 en Inde. Les 10 équipes engagées disputèrent un total de 21 matchs. Le tournoi a été remporté pour la première fois par l'Australie, qui a battu en finale les Indes occidentales.

## Équipes participantes
Les dix nations test :
| - Afrique du Sud - Angleterre - Australie - Bangladesh - Inde | - Indes occidentales - Nouvelle-Zélande - Pakistan - Sri Lanka - Zimbabwe |

## Déroulement

### Tour de qualification
Les quatre équipes les moins bien classées dans l'ICC ODI Championship au 1er avril 2006 disputèrent un tour préliminaire. Les deux meilleures équipes furent qualifiées pour le tour principal, et rejoignirent ainsi les six autres équipes qualifiées d'office.
| Équipe                                                                    | Pts | J | V | T | D | NR | NRR  |
| ------------------------------------------------------------------------- | --- | - | - | - | - | -- | ---- |
| Sri Lanka                                                                 | 6   | 3 | 3 | 0 | 0 | 0  | 2.67 |
| Indes occidentales                                                        | 4   | 3 | 2 | 0 | 1 | 0  | 0.40 |
| Bangladesh                                                                | 2   | 3 | 1 | 0 | 2 | 0  | 0.02 |
| Zimbabwe                                                                  | 0   | 3 | 0 | 0 | 3 | 0  | 2.93 |
| Légende : Points - Victoires - Ties - Défaites - No Result - Net Run Rate |     |   |   |   |   |    |      |

### Tour principal
Les huit équipes qualifiées furent réparties en deux poules de quatre. Les deux meilleures équipes de chaque poules furent qualifiées pour les demi-finales.
| Équipe                                                                    | Pts | J | V | T | D | NR | NRR   |
| ------------------------------------------------------------------------- | --- | - | - | - | - | -- | ----- |
| Australie                                                                 | 4   | 3 | 2 | 0 | 1 | 0  | 0.53  |
| Indes occidentales                                                        | 4   | 3 | 2 | 0 | 1 | 0  | 0.01  |
| Inde                                                                      | 2   | 3 | 1 | 0 | 2 | 0  | 0.48  |
| Angleterre                                                                | 2   | 3 | 1 | 0 | 2 | 0  | -1.04 |
| Légende : Points - Victoires - Ties - Défaites - No Result - Net Run Rate |     |   |   |   |   |    |       |

| Équipe                                                                    | Pts | J | V | T | D | NR | NRR   |
| ------------------------------------------------------------------------- | --- | - | - | - | - | -- | ----- |
| Afrique du Sud                                                            | 4   | 3 | 2 | 0 | 1 | 0  | 0.77  |
| Nouvelle-Zélande                                                          | 4   | 3 | 2 | 0 | 1 | 0  | 0.57  |
| Sri Lanka                                                                 | 2   | 3 | 1 | 0 | 2 | 0  | -0.20 |
| Pakistan                                                                  | 2   | 2 | 1 | 0 | 2 | 0  | -1.11 |
| Légende : Points - Victoires - Ties - Défaites - No Result - Net Run Rate |     |   |   |   |   |    |       |

### Tableau final
|  | Demi-finales          | Demi-finales          |                    |       | Finale              | Finale              |
|  | Demi-finales          | Demi-finales          |                    |       | Finale              | Finale              |
|  |                       |                       |                    |       |                     |                     |
|  | 1er novembre - Mohali | 1er novembre - Mohali |                    |       | 5 novembre - Mumbai | 5 novembre - Mumbai |
|  | 1er novembre - Mohali | 1er novembre - Mohali |                    |       | 5 novembre - Mumbai | 5 novembre - Mumbai |
|  | Australie             | 240/9                 |                    |       | 5 novembre - Mumbai | 5 novembre - Mumbai |
|  | Australie             | 240/9                 |                    |       | 5 novembre - Mumbai | 5 novembre - Mumbai |
|  | Nouvelle-Zélande      | 206                   |                    |       | 5 novembre - Mumbai | 5 novembre - Mumbai |
|  | Nouvelle-Zélande      | 206                   | Indes occidentales | 138   |                     |                     |
|  | 2 novembre - Jaipur   |                       | Indes occidentales | 138   |                     |                     |
|  |                       | Australie             | 116/2              |       |                     |                     |
|  | Afrique du Sud        | Australie             | 116/2              | 258/8 |                     |                     |
|  | Afrique du Sud        |                       |                    | 258/8 |                     |                     |
|  | Indes occidentales    | 262/4                 |                    |       |                     |                     |
|  | Indes occidentales    | 262/4                 |                    |       |                     |                     |

L'Australie a remporté la finale par la méthode D/L.